# Točac
Točac je hrid uz istočnu obalu Biševa, nedaleko Modre špilje. Od obale Biševa je udaljen oko 30 metara.
Površina otoka je 4590 m2, a visina oko 5 metara.